# افورد، سافک
افورد (به انگلیسی: Ufford) یک روستا و محله مدنی در بریتانیا است که در Suffolk Coastal واقع شده‌است. افورد ۸۰۸ نفر جمعیت دارد.